# Plato (sonda)
Plato  (PLAnetary Transits and Oscillations of stars) je vesmírná astrometrická observatoř Evropské kosmické agentury (ESA), jejímž hlavním cílem je hledání exoplanet tranzitní metodou.
Sonda by měla být vynesena do kosmu v roce 2026 nebo 2027 pomocí rakety Ariane 6. Poté by měla být přemístěna do konečného umístění v libračnímu bodu L2 ve vzdálenosti 1,5 milionu km od Země, odkud bude provádět pozorování.

## Cíle mise
Sonda Plato by se měla oproti dřívějším podobným sondám (COROT, Kepler a TESS) zaměřit na hvězdy podobné Slunci, kterých by měla pozorovat více než 200 000. U nich bude hledat soustavy podobné naší Sluneční soustavě. Předpokládá se, že by jich měla najít několik desítek.
Vlastnosti nalezených soustav by měly pak podrobně prozkoumat pozemské dalekohledy, mezi nimi i dvoumetrový Perkův dalekohled v Ondřejově.

## Historie příprav
Mise byla schválena v roce 2014. Tehdy byl start sondy plánován na rok 2024.
Vlastní stavba sondy začala v roce 2018. Na začátku roku 2022 pak byla provedena kritická revize projektu a bylo rozhodnuto o jeho pokračování s vypuštěním v roce 2026 pomocí rakety Ariane 6.

## Popis sondy

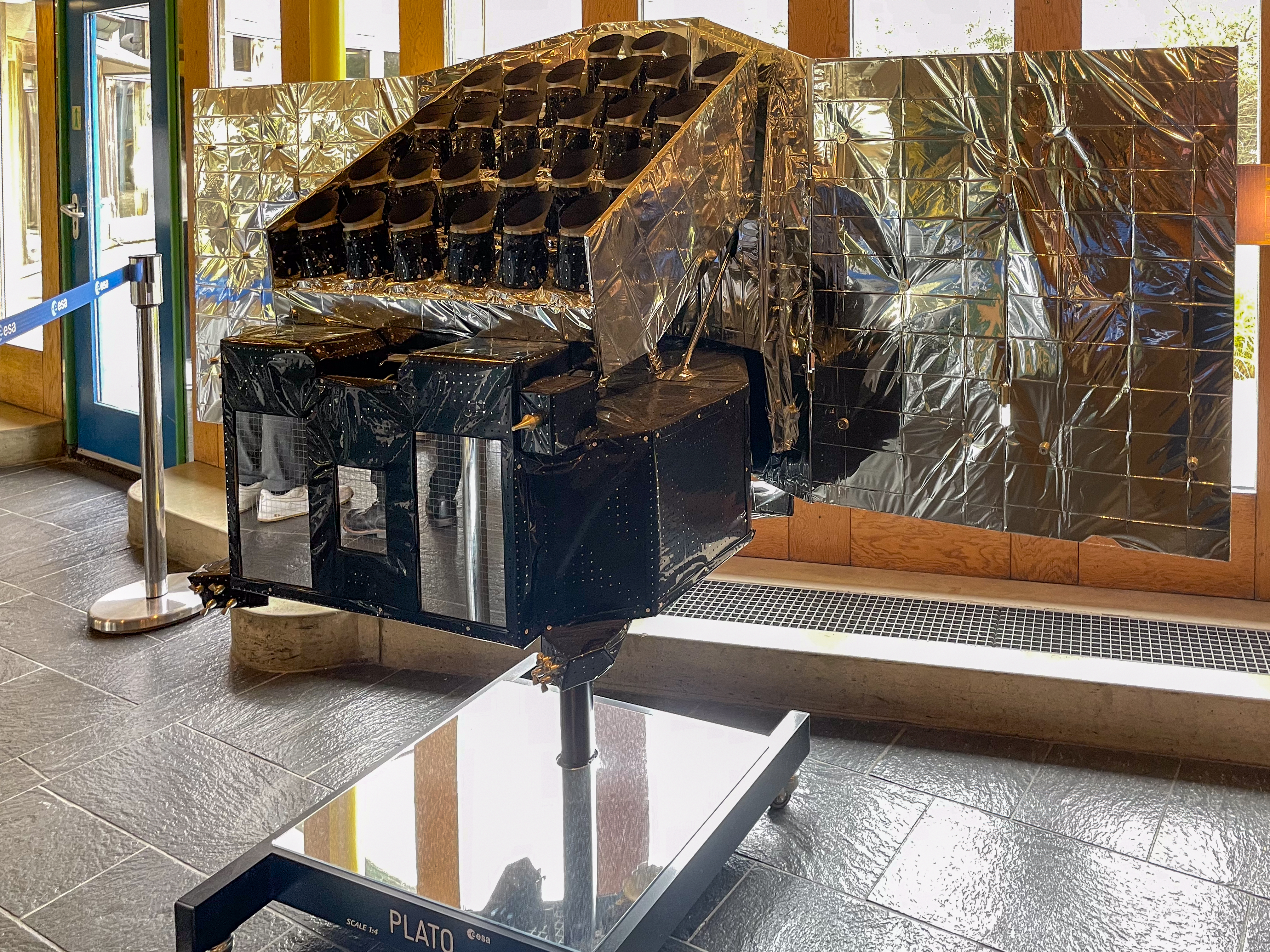
Model sondy

Sonda by měla mít startovní hmotnost 2300 kg a rozměry ve složeném stavu 3,5 × 3,1 × 3,7 m. Po rozložení slunečních panelů o celkové ploše 30 m² se její šířka zvětší na 9 m.
Životnost sondy je plánována na 4 roky s možným prodloužením až na 8,5 let.
Česko se na sondě podílí dodávkou kontejnerů pro přepravu kamer a vývojem software pro jejich řízení. Pracovníci z Astronomického ústavu Akademie věd pod vedením Petra Kabátha spolupracují na vědeckém řízení mise.

### Vědecké vybavení
Hlavním vědeckým přístrojem sondy je modul s 26 kamerami pozorujícími ve viditelném světle. 
- Z nich bude 24 je určeno pro hvězdy s hvězdnou velikosti slabší než 8 mag; ty bude snímkovat každých 25 sekund.
- Dvě rychlé kamery budou pozorovat hvězdy s velikostí 4–8 mag, které budou snímkovány každé 2,5 sekundy.

Každá kamera má snímač o velikosti 81,4 megapixelů; všechny kamery pak mají dohromady 2 gigapixely, což je nejvíce ze všech existujících i plánovaných dalekohledů ve vesmíru (pro srovnání: Near Infrared Camera na dalekohledu Jamese Webba má 10 snímačů po 4 megapixelech).

##### Vědecké cíle
Užití většího množství kamer by mělo výrazně snížit odstup signálu od šumu a zvětšit pozorovací pole oproti dosavadním sondám. Díky tomu by sonda měla u exoplanet určit jejich rozměry s dosud nedosažitelnou přesností 3 % a jejich hmotnost na 10 %. S touto přesností by také měli být vědci schopni určit jejich stáří. To by mělo výrazně zlepšit naše pochopení, jak planetární systémy vznikají a vyvíjejí se.
Kromě vlastních planetárních systémů by se měla sonda zaměřit i na jejich mateřské hvězdy. Vědci doufají, že z dat dodaných sondou by u nich měli být schopni zkoumat i jejich „hvězdotřesení“, tedy hvězdnou seismologii.

## PLATOSpec

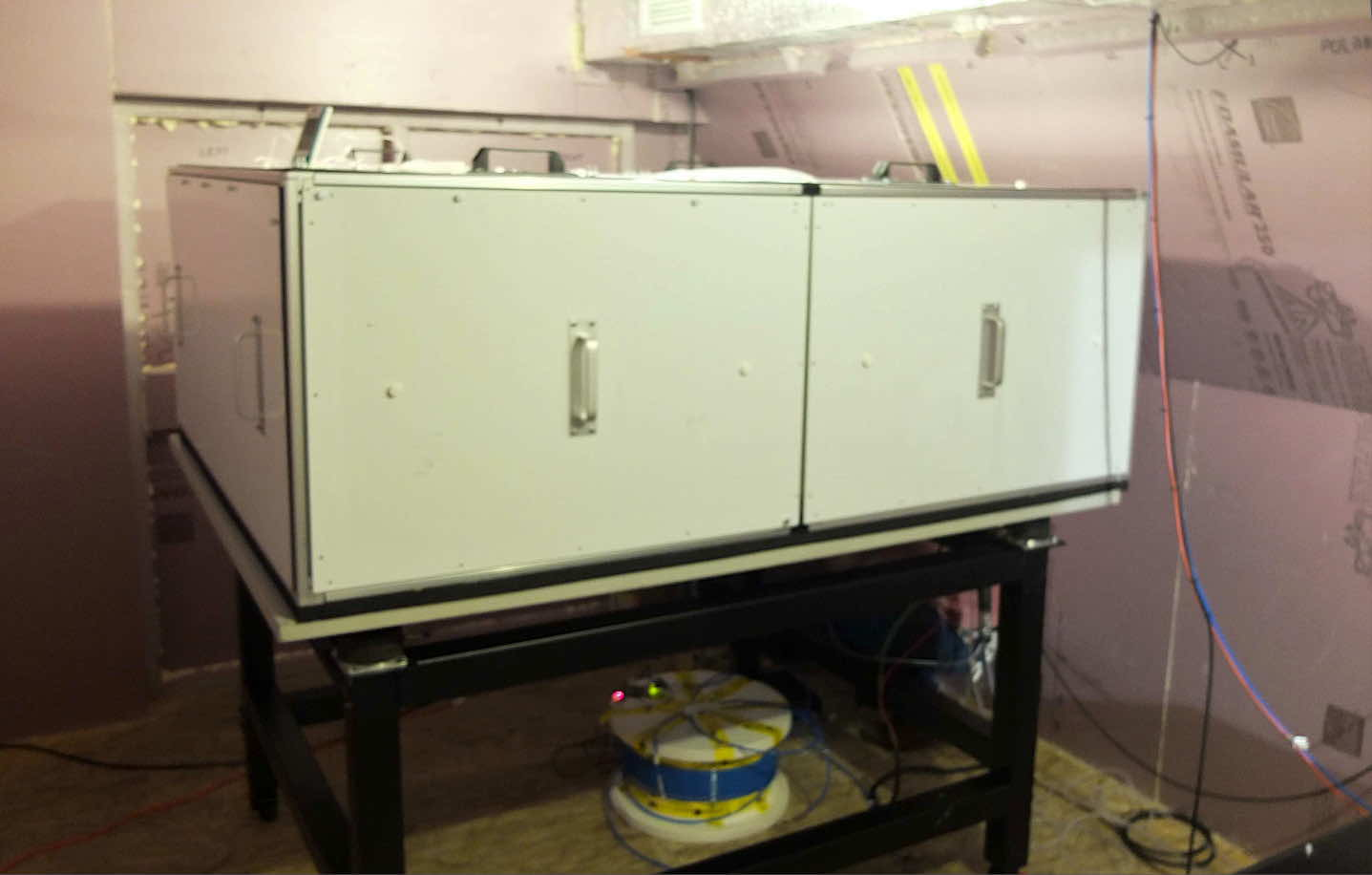
Spektrograf PLATOspec

Sonda PLATO bude detekovat mnoho  potenciálních planetárních systémů, které pak budou podrobněji zkoumány některým z velkých dalekohledů. Pozorovací čas na těchto přístrojích je však velmi omezený, a proto bude nutné předem vybrat nejslibnější kandidáty. K tomu bude sloužit i speciálně vyvinutý spektrograf PLATOSpec, který je umístěn na Dalekohledu E152 o průměru 1,52 m na chilské observatoři La Silla, která patří Evropské jižní observatoři.
Tento spektrograf byl vyvinut konsorciem PLATOSpec, v němž mají hlavní podíl české instituce (Astronomický ústav AV ČR, Ústav fyziky plazmatu AV ČR, Ústav teoretické fyziky a astrofyziky PřF MU a další strojírenské společnosti). Do zkušebního provozu byl uveden v listopadu 2024.
PLATOSpec je spektrograf typu echelle, který je schopen měřit radiální rychlosti až 2 metry za sekundu a umí rozlišit i velmi úzké spektrální čáry plynů v atmosféře hvězdy, ale i planety (radiální rychlosti způsobené oběhem exoplanet se pohybují v řádech cm za sekundu pro planety podobné Zemi, až po stovky metrů za sekundu pro planety hmotností podobné našemu Jupiteru). Pozoruje v rozsahu vlnových délek od 380 do 700 nanometrů – byl tedy navržen tak, aby byl citlivý hlavně na modrých vlnových délkách, kde jsou spektrální čáry užitečné zejména pro měření úrovně aktivity hvězdy. Aktivita hvězdy znesnadňuje detekci extrasolárních planet, proto je pro nalezení malých extrasolárních planet zásadní změřit aktivitu mateřské hvězdy a její změny.